# Inteligencia artificial en los proyectos de Wikimedia
La inteligencia artificial en Wikipedia y otros proyectos de Wikimedia se utiliza con el objetivo de desarrollar dichos proyectos. La interacción entre humanos y bots en los proyectos Wikimedia es algo habitual e iterativo.

## Uso de inteligencia artificial en los proyectos Wikimedia
Diversos proyectos buscan mejorar Wikipedia y otros proyectos Wikimedia mediante herramientas de inteligencia artificial.

### ORES
El servicio de Evaluación Objetiva de Revisiones (ORES, por sus siglas en inglés) es un proyecto de inteligencia artificial para evaluar la calidad de las ediciones en Wikipedia. La Fundación Wikimedia presentó el proyecto ORES en noviembre de 2015.

### Bots de Wikipedia
El bot más conocido que lucha contra el vandalismo es ClueBot NG. Este bot fue creado por los usuarios de Wikipedia Christopher Breneman y Naomi Amethyst en 2010 (como sucesor del ClueBot original creado en 2007; NG significa "Next Generation", o "Nueva Generación"). ClueBot NG utiliza aprendizaje automático y estadística bayesiana para determinar si una edición constituye vandalismo.

### Detox
Detox fue un proyecto de Google en colaboración con la Fundación Wikimedia para investigar métodos que podrían abordar el problema de los comentarios poco amables en las discusiones comunitarias de Wikimedia. Como parte del proyecto, la Fundación Wikimedia y Jigsaw colaboraron en la investigación básica y el desarrollo de soluciones técnicas[cita requerida] para abordar el problema. En octubre de 2016, estas organizaciones publicaron Ex Machina: Personal Attacks Seen at Scale, describiendo sus hallazgos.

### Imparcialidad y sesgo
En agosto de 2018, una empresa llamada Primer informó sobre un intento de usar inteligencia artificial para crear artículos de Wikipedia sobre mujeres como una forma de abordar el sesgo de género en Wikipedia.

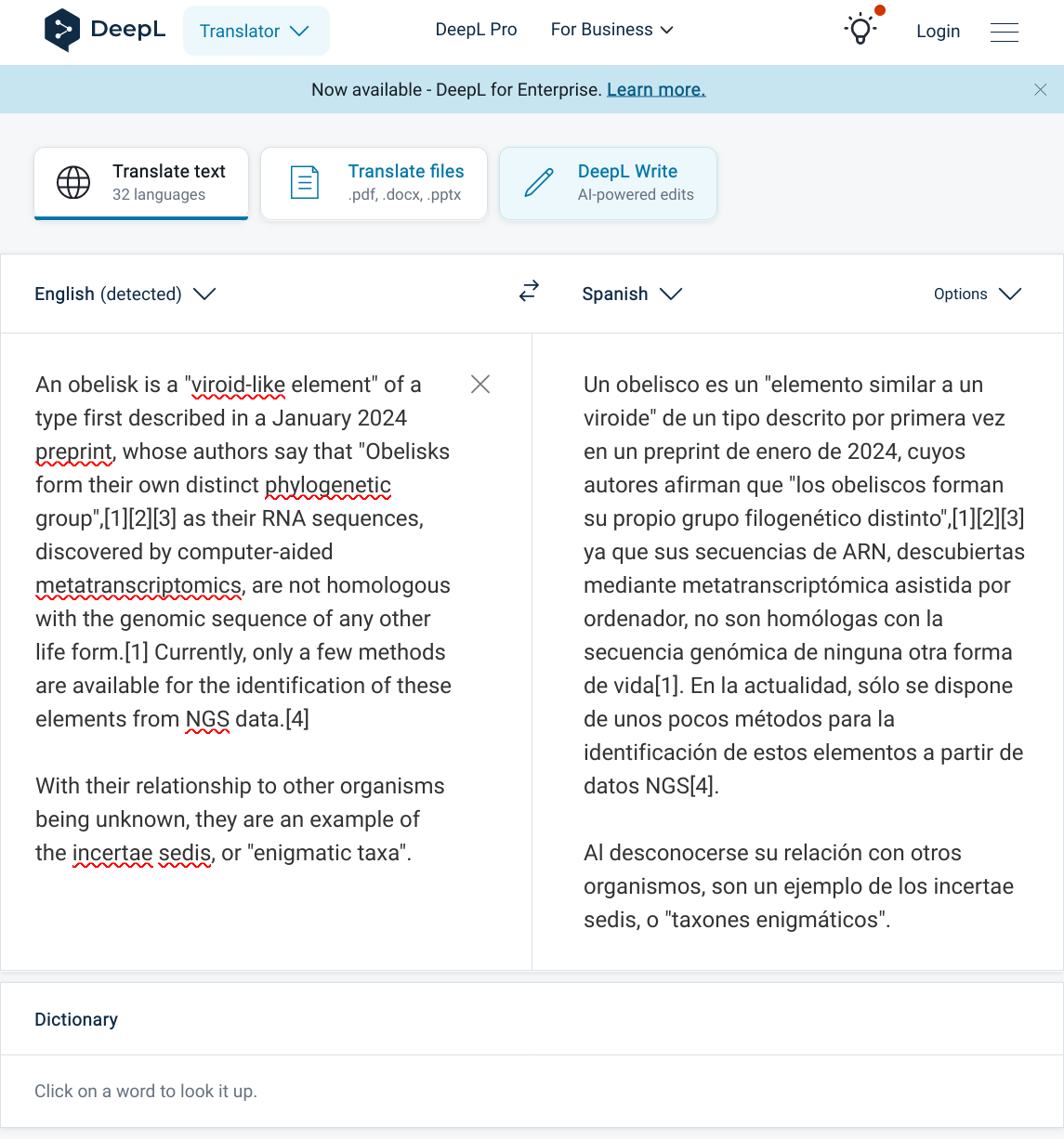
Ciertos softwares de traducción automática, como DeepL, son utilizados en Wikipedia para la traducción de artículos.

### Modelos generativos

#### Texto
En 2022, el lanzamiento público de ChatGPT inspiró más experimentación con la IA para escribir artículos de Wikipedia. Se generó un debate sobre si estos modelos de lenguaje son adecuados para estos fines, considerando su tendencia a generar información falsa plausible, incluidas referencias ficticias, generar prosa que no es enciclopédica en tono y reproducir sesgos. A partir de mayo de 2023, un borrador de política de Wikipedia sobre ChatGPT y modelos similares recomendó que los usuarios no familiarizados con estos modelos eviten utilizarlos debido a los riesgos mencionados, así como al potencial de difamación o infracción de derechos de autor.

#### Otros medios
Existe un WikiProject dedicado a encontrar y eliminar texto e imágenes generados por inteligencia artificial, llamado WikiProject AI Cleanup.

## Uso de los proyectos Wikimedia para la inteligencia artificial

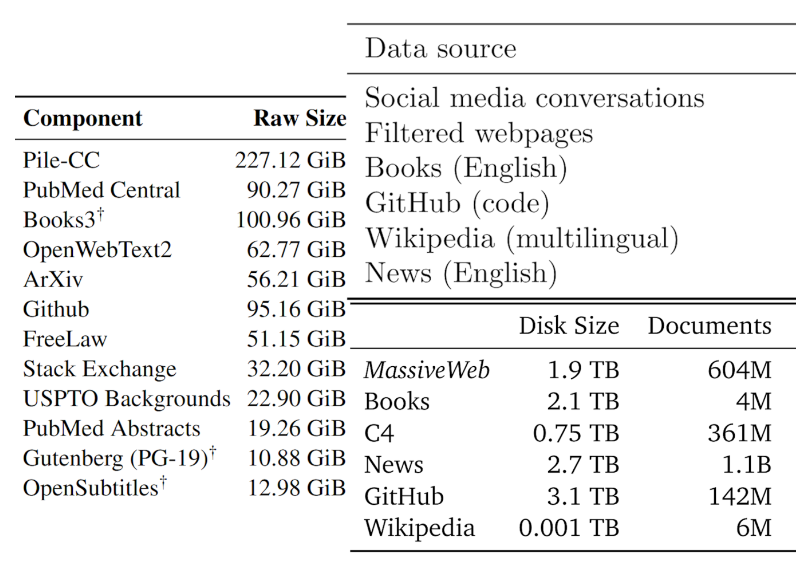
Los conjuntos de datos de Wikipedia se utilizan ampliamente para entrenar modelos de IA.

El contenido de los proyectos Wikimedia es útil como conjunto de datos para el avance de la investigación y las aplicaciones de inteligencia artificial. Por ejemplo, en el desarrollo de la API Perspective de Google, que identifica comentarios tóxicos en foros en línea, se utilizó un conjunto de datos con cientos de miles de comentarios de páginas de discusión de Wikipedia etiquetados por humanos con niveles de toxicidad. Subconjuntos del corpus de Wikipedia se consideran entre los conjuntos de datos mejor curados y más grandes disponibles para el entrenamiento de inteligencia artificial.
Un artículo de 2012 reportó que más de 1,000 artículos académicos, incluyendo aquellos relacionados con inteligencia artificial, analizan Wikipedia, reutilizan información de Wikipedia, usan extensiones técnicas vinculadas a Wikipedia o investigan la comunicación sobre Wikipedia. Un artículo de 2017 describió a Wikipedia como la madre de todos los recursos de texto generado por humanos disponible para el aprendizaje automático.
Un proyecto de investigación de 2016 llamado One Hundred Year Study on Artificial Intelligence destacó a Wikipedia como un proyecto clave temprano para entender la interacción entre las aplicaciones de inteligencia artificial y la participación humana.
Existe preocupación sobre la falta de atribución a los artículos de Wikipedia en modelos de lenguaje como ChatGPT. Aunque la política de licencias de Wikipedia permite que cualquiera use sus textos, incluso en formas modificadas, establece la condición de que se otorgue crédito, lo que implica que utilizar sus contenidos en respuestas generadas por modelos de IA sin aclarar la fuente podría violar sus términos de uso.

## Desafíos éticos y técnicos
El uso de inteligencia artificial en proyectos Wikimedia plantea varios desafíos éticos y técnicos. Entre ellos se encuentran el riesgo de sesgo algorítmico, la posibilidad de introducir información falsa o referencias inexistentes, y la responsabilidad en el uso de datos generados por los usuarios. Un debate en curso dentro de la comunidad Wikimedia discute cómo equilibrar las oportunidades de mejora tecnológica con la necesidad de mantener la integridad del contenido y las prácticas editoriales éticas.